# أوليغ نيكولين
أوليغ نيكولين (بالروسية: Олег Анатольевич Никулин)‏ هو لاعب كرة قدم روسي في مركز الهجوم، ولد في 8 فبراير 1970 في نوفوسيبيرسك في روسيا، وتوفي بنفس المكان في 17 يناير 2006. لعب مع سيبير نوفوسيبيريسك ونادي روستوف.